# Being alone at Christmas
Being alone at christmas is de vijfde single van de Nederlandse band Miss Montreal.
In week 51 werd de single gekozen tot Alarmschijf op Radio 538.

## Tracklist
1. Being alone at christmas (3:03)
2. Being alone at christmas (Instrumentaal) (3:03)

## Hitnotering
| "Being alone at Christmas" in de Nederlandse Top 40 - binnen: 19-12-2009 | "Being alone at Christmas" in de Nederlandse Top 40 - binnen: 19-12-2009 | "Being alone at Christmas" in de Nederlandse Top 40 - binnen: 19-12-2009 | "Being alone at Christmas" in de Nederlandse Top 40 - binnen: 19-12-2009 | "Being alone at Christmas" in de Nederlandse Top 40 - binnen: 19-12-2009 | "Being alone at Christmas" in de Nederlandse Top 40 - binnen: 19-12-2009 | "Being alone at Christmas" in de Nederlandse Top 40 - binnen: 19-12-2009 |
| Week                                                                     | 1                                                                        | 2                                                                        | 3                                                                        | 4                                                                        | 5                                                                        |                                                                          |
| ------------------------------------------------------------------------ | ------------------------------------------------------------------------ | ------------------------------------------------------------------------ | ------------------------------------------------------------------------ | ------------------------------------------------------------------------ | ------------------------------------------------------------------------ | ------------------------------------------------------------------------ |
| Nummer                                                                   | 22                                                                       | 8                                                                        | 5                                                                        | 9                                                                        | 32                                                                       | uit                                                                      |

| "Being alone at Christmas" in de Nederlandse Single Top 100 - binnen: 05-12-2009 | "Being alone at Christmas" in de Nederlandse Single Top 100 - binnen: 05-12-2009 | "Being alone at Christmas" in de Nederlandse Single Top 100 - binnen: 05-12-2009 | "Being alone at Christmas" in de Nederlandse Single Top 100 - binnen: 05-12-2009 | "Being alone at Christmas" in de Nederlandse Single Top 100 - binnen: 05-12-2009 | "Being alone at Christmas" in de Nederlandse Single Top 100 - binnen: 05-12-2009 | "Being alone at Christmas" in de Nederlandse Single Top 100 - binnen: 05-12-2009 |
| Week                                                                             | 1                                                                                | 2                                                                                | 3                                                                                | 4                                                                                | 5                                                                                |                                                                                  |
| -------------------------------------------------------------------------------- | -------------------------------------------------------------------------------- | -------------------------------------------------------------------------------- | -------------------------------------------------------------------------------- | -------------------------------------------------------------------------------- | -------------------------------------------------------------------------------- | -------------------------------------------------------------------------------- |
| Nummer                                                                           | 92                                                                               | 62                                                                               | 7                                                                                | 9                                                                                | 19                                                                               | uit                                                                              |